# Imagine – The Remixes
Imagine – The Remixes, es el álbum de remixes del álbum Imagine del DJ y productor holandés Armin van Buuren. Fue lanzado el 14 de febrero de 2009. 

## Listado de temas
| Disco 1 |                             |                    |                                     |          |  |
| N.º     | Título                      | Letras             | Remix                               | Duración |  |
| 1.      | «Face to Face»              |                    | Martin Roth                         | 7:18     |  |
| 2.      | «Unforgivable»              | Jaren              | First State Smooth Mix              | 7:24     |  |
| 3.      | «In and Out of Love»        | Sharon den Adel    | The Blizzard                        | 7:56     |  |
| 4.      | «Never Say Never»           | Jacqueline Govaert | Myon & Shane 54                     | 7:54     |  |
| 5.      | «Rain»                      | Cathy Burton       | W&W                                 | 7:06     |  |
| 6.      | «Fine Without You»          | Jennifer Rene      | Sied van Riel                       | 7:38     |  |
| 7.      | «What If»                   | Vera Ostrova       | Ohmna                               | 8:07     |  |
| 8.      | «Hold on to Me»             | Audrey Gallagher   | John O'Callaghan                    | 7:35     |  |
| 9.      | «Imagine»                   |                    | Paul Miller                         | 8:18     |  |
| 10.     | «Going Wrong (con DJ Shah)» | Chris Jones        | Alex M.O.R.P.H. b2b Woody van Eyden | 7:38     |  |
| 76:54   |                             |                    |                                     |          |  |

| Disco 2 |                             |                    |                                |          |  |
| N.º     | Título                      | Letras             | Remix                          | Duración |  |
| 1.      | «Never Say Never»           | Jacqueline Govaert | Omnia                          | 7:35     |  |
| 2.      | «What If»                   | Vera Ostrova       | Arnej                          | 7:57     |  |
| 3.      | «Intricacy»                 |                    | Thomas Bronzwaer               | 8:21     |  |
| 4.      | «Rain»                      | Cathy Burton       | Cosmic Gate                    | 8:25     |  |
| 5.      | «Unforgivable»              | Jaren              | Stoneface & Terminal Vocal Mix | 9:07     |  |
| 6.      | «Going Wrong (con DJ Shah)» | Chris Jones        | Sean Tyas                      | 8:37     |  |
| 7.      | «In and Out of Love»        | Sharon den Adel    | Richard Durand                 | 7:41     |  |
| 57:43   |                             |                    |                                |          |  |